# Lucy Finch
Lucy Finch (née en 1943 au Malawi) est une infirmière en soins palliatifs qui a travaillé dans plusieurs pays africains. Elle a fondé l’hôpital « Ndi Moyo » (litt. « l'endroit qui donne la vie ») au Malawi destiné aux personnes atteintes de maladies incurables (personnes séropositives, atteintes d'un cancer...).
En décembre 2016, elle fait partie de la liste dressée chaque année par la BBC des 100 femmes influentes et inspirantes dans le monde.

## Biographie
Née Lucy Kinshido au Malawi, en 1943, elle est l'aînée de 11 enfants d'un instituteur anglican. Elle grandit au sud du Malawi où elle fréquente des écoles de missionnaires puis suit une formation au métier d'infirmière au Royaume Uni.

### Formation d'infirmière
En septembre 1964, Lucy se rend en Écosse pour se former au métier d'infirmière à la South Edinburgh School of Nursing. En 1969, elle rencontre et épouse Tony Finch, fils du potier Ray Finch. Tony Finch travaille pour la Commission des forêts du Royaume-Uni à travers le monde et Lucy l'accompagne dans ses voyages exerçant en tant qu’infirmière en Angleterre, en Tanzanie, en Ouganda et en Zambie. En 1997, alors que son époux est basé à Kampala, Ouganda, Lucy s'implique comme bénévole à l'Hôpital Africa Uganda où elle travaille aux côtés du docteur Anne Merriman (en), pionnière en matière de soins palliatifs en Afrique,. Un an plus tard, elle retourne au Malawi pour soigner sa sœur mourante atteinte d'une méningite à la suite du VIH. Dans le même hôpital, un jeune homme était en train de mourir dans une grande détresse et d'atroces souffrances sans pouvoir bénéficier des traitements adéquats. En voyant cela, Lucy Finch se promet alors qu'avec ses connaissances et son savoir-faire, elle ne voulait plus jamais se retrouver à ne rien pouvoir faire pour une personne en souffrance,.

## Hôpital Ndi Moyo
En 2002, le couple Finch retourne au Malawi et Lucy vient en aide aux patients locaux en leur fournissant du paracétamol par exemple. En 2005, l'association caritative créée au Royaume-Uni par sa famille et ses amis, rassemble des fonds pour lui permettre de poursuivre son travail en Afrique et, en 2007, avec le soutien de Marjorie Ngaunje, ministre de la santé, l'hôpital Ndi Moyo, littéralement "endroit qui donne la vie" peut voir le jour dans le district de Salima. En 2016, cet établissement est encore le seul hôpital existant au Malawi, environ 330 patients y sont soignés, de nombreux stagiaires et professionnels de la santé y sont formés et les patients en fin de vie bénéficient d'une meilleure prise en charge. L'hôpital propose des soins à domicile à des patients qui, sans cela, n'auraient pas accès aux traitements analgésiques ou aux soins palliatifs. Selon des estimations de 2015, environ 1 million de personnes au Malawi, vivent avec le Sida et parmi elles, nombreuses sont celles qui développent des cancers dans un pays qui ne dispose d'aucun traitement curatif.

## Distinction
En 2013, Lucy Finch est récompensée par l'Hôpital Africa Uganda pour son remarquable soutien dans le développement et la promotion des soins palliatifs en Ouganda. En 2015, elle obtient un Certificate of Recognition de la part du très honorable Dr Peter Kumpalume, ministre de la santé du Malawi. En 2016, elle figure sur la liste de la BBC des 100 femmes influentes et inspirantes dans le monde en reconnaissance de son travail pour les personnes en fin de vie.